# Fondemission
Fondemission är ett sätt att öka aktiekapitalet i ett aktiebolag. Istället för att tillgångar tillskjuts från aktieägarna (jämför nyemission) sker en fondemission genom att bolagets fria egna kapital omformas till bundet eget kapital i form av aktiekapital. Detta kan göras antingen med eller utan utgivande av nya aktier. Fondemissionen är i enkla termer en omvandling av utdelningsbara medel till bolagsbundet aktiekapital. Aktieägarna påverkas antingen genom att nya aktier emitteras till de befintliga aktieägarna eller att det bokförda kvotvärdet (det nominella beloppet) på aktierna skrivs upp.
Fondemission kallas ibland för "gratisemission". Detta då det är bolaget som står för kapitaltillskottet vid en fondemission om nya aktier ges ut. 
Aktieägaren får flera aktier, vardera med samma värde som tidigare men ökat totalvärde.
Jämför split där man får flera aktier, vardera med ett mindre värde men oförändrat totalvärde.